# Lutalo Muhammad
Lutalo Massop Muhammad (Londres, 3 de junho de 1991) é um taekwondista britânico.
Lutalo Muhammad competiu nos Jogos Olímpicos de 2012, na qual conquistou a medalha de bronze.